# Nationaal Monument voor de Koninklijke Marine

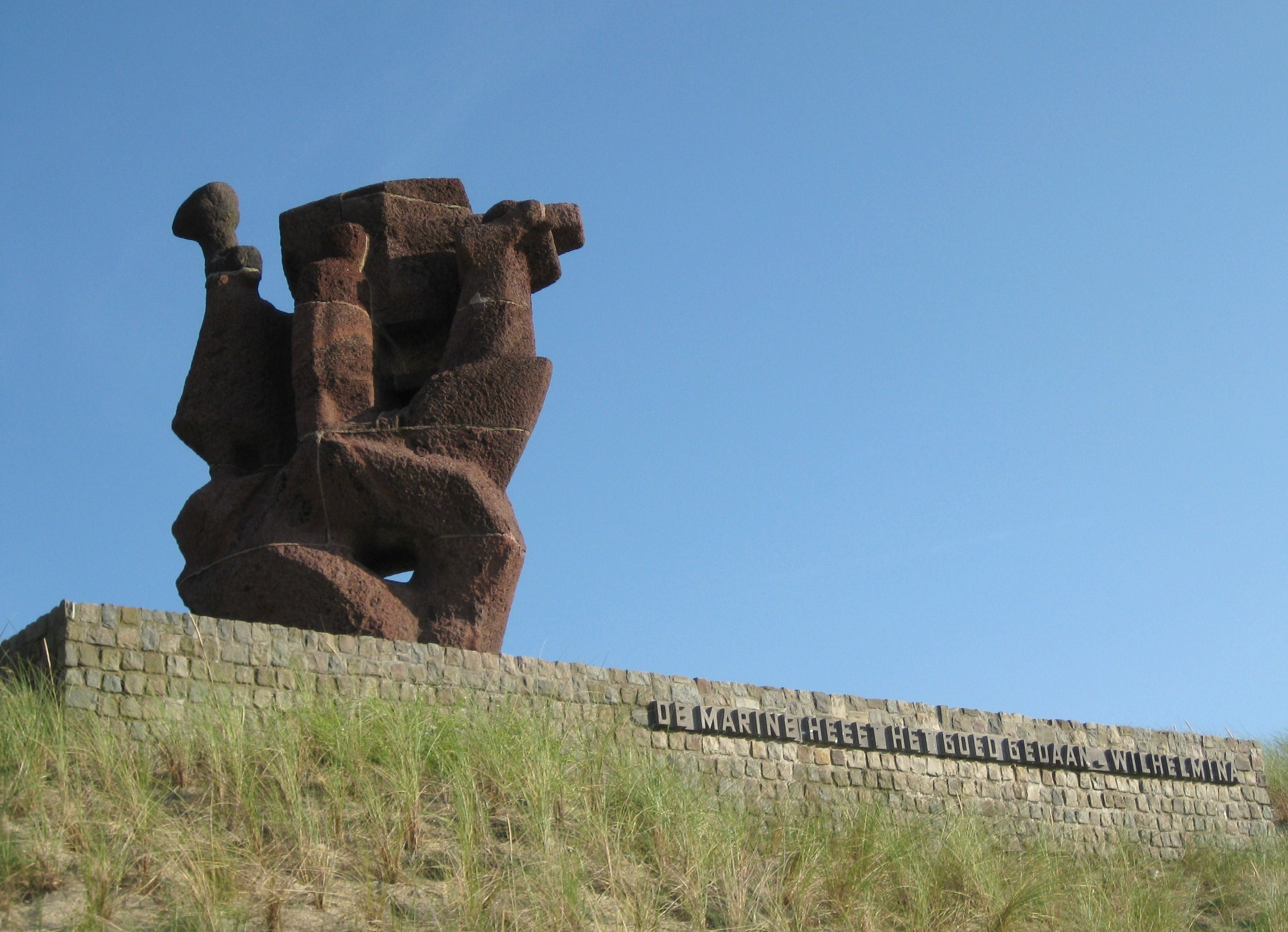
Nationaal Monument Koninklijke Marine

Het Nationaal Monument voor de Koninklijke Marine bevindt zich aan de Zeekant in Scheveningen.
Het monument werd op 14 juni 1966 onthuld en gedenkt de marineslachtoffers van de Tweede Wereldoorlog. Het is een abstract tufstenen beeld dat op een plateau van keien staat. Het werd gemaakt door Mari S. Andriessen (1897-1979). Op het voetstuk staat een citaat van koningin Wilhelmina:

Het beeld toont drie mariniers die op de boeg van een oorlogsschip met geschuttoren staan. Vooraan staat een officier die door een kijker tuurt. Achter hem staat een man bij de geschutkoepel terwijl een matroos vlaggenseinen geeft.
Dit monument werd bekostigd door een nationale collecte.